# Wecta
Wecta (Wægdæg e Vegdagr) è un figlio di Odino (Woden), menzionato nella Cronaca anglosassone e nella Historia Brittonum come capotribù juto che regnò sulla Sassonia orientale (in Germania). 
Viene considerato una figura leggendaria, anche se nelle genealogie anglosassoni viene indicato come antenato dei sovrani del Kent Hengest e Horsa, oltreché di quelli di Deira e Northumbria, tra cui Aella e Edvino.
Appare anche nel Prologo dell'Edda in Prosa come Vegdeg.